# Kusinerna Karlsson 2: Vildingar och vombater
Vildingar och Vombater är Katarina Mazettis andra bok om Kusinerna Karlsson.

## Handling
Kusinerna Karlssons moster Frida, som de ska bo hos på Doppingön, har skaffat fem vombater. Kusinerna har påsklov och ska åka till Doppingön. När de är där hör de att några fräser runt ön med motorbåtar sent på natten, och på stranden går några i land och har party. Kusinerna tror att de främmande vill hota dem, men frågan är varför.